# 増井孝子のYesterday Once More
増井孝子のYesterday Once More（ますいたかこのイエスタデイワンモア）は2006年10月8日から2007年4月1日まで放送されたラジオ関西の番組である。

## 番組紹介
- 映画・ミュージカル・ムード系音楽を中心にどこかで聞いたことのあるような、懐かしくて思い出深く、聞きやすい曲（いわゆる、イージーリスニング、またはエレベーターミュージック）を中心に紹介していく50分番組。アナログ的な番組を目指すとの事。
- 放送時間は21:00～21:50までの50分間。
- ちなみに番組は毎週生放送ではなく録音。
- 増井孝子は同日・同時刻に「わがまち わがふるさと」（西宮コミュニティ放送）という番組を日曜 21:00～21:50 （提供：大関株式会社／西宮市商工会議所）放送していることから立派なダブルブッキングとなる。これはラジオ関西プロデューサー森下次郎の人為的ミスによるもの。
- リクエストはメールでは受け付けない、はがき・FAXのみとなり、HPは今のところ存在しない。
- オープニングとエンディングには、毎回お決まりのフレーズが朗読される。
- 2006年12月10日の放送は香港競馬の特別中継のため、長野すけなりの政界キーパーソンに聞く!!が午後9時から放送されたため、午後9時30分から20分のみの放送となった。
- 2006年12月24日の放送はクリスマス特別番組放送のため、お休みとなったが、同31日の大晦日は通常放送された。

- オープニング

若かったころ、いつも聞いていたラジオ。
お気に入りの曲がかかると、微笑みながら一緒に口ずさんでいた。
つい昨日のことのような、そんな幸せなひと時。
あのころの曲は、どこへ行ってしまったんだろう・・・
久しぶりに会う、昔馴染みの友達みたいに、
懐かしく今よみがえる、そんな歌の数々・・・
今でも、フレーズのひとつひとつが輝いている。
そんな歌とともに、Yesterday Once More・・・（過ぎ去り日をもう一度・・・）
- エンディング

若かったころ、いつも聞いていたラジオ
そのラジオから流れていた懐かしい曲の数々・・・
今夜、あなたのお気に入りの曲はかかりましたか？

### 出演者
- 増井孝子

## スタッフ
- プロデューサー 森下悦伸